# Emmanuel Sanon
Emmanuel "Manno" Sanon (Port-au-Prince, 25 de juny de 1951 - Orlando, 21 de febrer de 2008) fou un dels futbolistes més importants d'Haití.

## Trajectòria
Fou una de les estrelles de la selecció de futbol d'Haití a la Copa del Món de Futbol de 1974 a Alemanya. La selecció es classificà per primer cop per a un Mundial en derrotar la selecció de Puerto Rico en un partit de desempat a Port-au-Prince dels dos primers classificats del grup final. A la fase final de la Copa del Món fou sortejat en un grup molt difícil, on estaven Itàlia, Argentina i Polònia (tercera en aquest mundial). La selecció perdé els tres partits i Emmanuel Sanon marcà els dos gols de la selecció al campionat.
Marcà contra l'Argentina en el darrer partit del grup, però el seu gol més recordat fou contra Itàlia. Els Azzurri no havien encaixat cap gol en 19 partits abans del Mundial, gràcies al porter Dino Zoff. Al començament de la segona part, Sanon marcà el primer col del partit. Itàlia remuntà i acabà vencent per 3-1.
Amb 13 gols, Sanon fou el màxim golejador de la selecció fins a ésser superat per Golman Pierre.